# Georgia Nicolsons dagbok
Georgia Nicolsons dagbok är en serie ungdomsböcker skrivna av Louise Rennison. På svenska ges de ut av B. Wahlströms bokförlag AB.
Bokserien handlar om en tonårsflicka vid namnet Georgia Nicolson, som bor med sin mamma Connie (mutti), sin pappa Bob (vati) och sin lillasyster Liberty (Libby) och sin galna halvvilda katt Angus. Böckerna är humoristiskt skrivna och handlar om Georgia, hennes vänner och mysteriet med killar.
Bokserien börjar då Georgia är 14 år och träffar sin drömkille Robbie och är fast besluten att få honom till sig, trots att han är flera år äldre. Allt går trots allt inte som planerat då Georgias ärkefiende, mesproppen Lindsay, är ihop med Robbie.
Böckerna är skrivna i jag-form och skall föreställa Georgias dagböcker, där hon skriver om sina tankar och händelser, alla killar hon träffat och vad hon och The Ace-gang har hållit på med.

## Böcker som ingår i serien
- Georgia Nicolsons dagbok: Bekännelser om killar, kyssar och katter, 2000 (Angus, Thongs, and Full-frontal Snogging, 1999) ISBN 91-32-14520-9
- Georgia Nicolsons dagbok: Det är okej, jag har jättestora trosor på mig!, 2001 (It's OK, I'm Wearing really Big Knickers!, 2000)  ISBN 91-32-14521-7
- Georgia Nicolsons dagbok: Akut uppdatering av hångelskalan, 2005 (Knocked Out by my Nunga-Nungas, 2001)  ISBN 91-32-14746-5
- Georgia Nicolsons dagbok: Kyssmisstag i sjunde kärlekshimlen, 2005 (Dancing in my nuddypants, 2002) ISBN 91-32-14747-3
- Georgia Nicolsons dagbok: Jag och mina killmagneter fantastico , 2006 ("...and that's when it fell off in my hand, 2004)  ISBN 91-32-14876-3
- Georgia Nicolsons dagbok: På kärleksspaning i Hamburgerland, 2006 (...Then he ate my boy entrancers , 2005) ISBN 91-32-15029-6
- Georgia Nicolsons dagbok: Rostad på kärlekens grill, 2007 (Startled by his furry shorts, 2006) ISBN 91-32-15067-9
- Georgia Nicolsons dagbok: Campingfiasko i tårtträsket, 2008 (Luuurve is a many trousered thing, 2007) ISBN 978-91-32-15340-2
- Georgia Nicolsons dagbok: Drömmar och stjärnsmällar, 2008 (Stop in the name of pants , 2008) ISBN 91-32-15342-2